# Trnava (district de Třebíč)
Pour les articles homonymes, voir Trnava.
Trnava (en allemand : Tirnau, précédemment Trnawa) est une commune du district de Třebíč, dans la région de Vysočina, en Tchéquie. Sa population s'élevait à 729 habitants en 2020.

## Géographie
Trnava se trouve à 5,5 km au sud-ouest du centre de Třebíč, à 29 km à l'est-sud-est de Jihlava et à 142,5 km au sud-est de Prague.
La commune est limitée par Horní Vilémovice, Přeckov et Rudíkov au nord, par Nárameč et Valdíkov à l'est, par Vladislav au sud-est, et par Třebíč au sud-ouest et à l'ouest.

## Histoire
La première mention écrite de la localité date de 1101.

## Transports
Par la route, Trnava se trouve à 8 km de Třebíč, à 39 km de Jihlava et à 170 km de Prague.